# Martim Sanches de Portugal
Martim Sanches de Portugal (antes de 1175 - c.1228) foi um infante do Reino de Portugal, conde de Trastâmara, e um dos que se exilaram no Reino de Leão durante o reinado de Afonso II de Portugal. O seu poder estaria cimentado sobretudo na grande influência que possuiu na região fronteiriça entre Leão e Portugal.

## Primeiros anos
Martim foi um dos dois únicos filhos bastardos que Sancho I de Portugal teria com Maria Aires de Fornelos (cuja origem poderia estar nos senhores de Torre de Fornelos, proveniente de Crecente, Pontevedra), filha de Aires Nunes de Fornelos e Mor Pires. Teve ainda uma irmã inteira, Urraca Sanches de Portugal. O seu nascimento é logicamente posterior a 1198, uma vez que o rei só começa a ter filhos bastardos depois da morte da esposa, Dulce de Aragão, em 1198. Porém há notícias suas em 1175, que se opõem a esta teoria.
A sua ama-de-leite, Maria Soares, vinha da povoação de Gémeos, em Guimarães. Foi criado em Cardielos. O facto de ter sido criado no Alto Minho liga Martim às raízes maternas e à carreira de fronteiras que viria a seguir, uma vez que cresceu rodeado de linhagens que praticavam esta mesma política de fronteira, uma estratégia baseada na atração de membros da corte de ambos os lados da fronteira para os seus círculos.
Maria Aires viria depois a casar com Gil Vasques de Soverosa, levando consigo os filhos do rei, pois surgem numa doação que faz, com o seu novo esposo, em 1175 no Mosteiro de Santo Tirso, aos seus parentes, Marinha Pais e Vasco Pires. A 11 de abril de 1207, Sancho doou a estes dois filhos as vilas e igrejas de Vila Nova dos Infantes e Golães, ficando disposto o seguinteː
| “ | Estas são as herdades que dei aos filhos que tive de Dona Maria Aires: Vila Nova, Golães e Silvares. Dei ainda a D. Martim Sanches, filho que dela tive, oito morabitinos (...) e a Urraca Sanches sete (...). Quero que todos os filhos que me deu Dona Maria Aires fiquem com a herdade que dei a sua mãe, e, quando um dos dois morrer, o sobrevivente fique com toda a herdade para si. | ” |

Martim também teria alguns casais em São Romão de Aguiar.

## Na política leonesa

### O testamento de Sancho I e a invasão minhota
Em 1209, Sancho I mandara lavrar testamento, segundo o qual dava às suas filhas, Mafalda, Teresa e Santa Sancha, respetivamente a posse dos castelos de Montemor-o-Velho, Seia e Alenquer, com as respectivas vilas, termos, alcaidarias e rendimentos. Pouco antes da sua morte em 1211, Sancho I nomeara seus testamenteiros, que não tardaram a descobrir que se teriam de fazer valer os direitos do rei à força:o infante Afonso não concordou com o testamento deixado pelo pai e recusou cumpri-lo.
Assim, como outros meios-irmãos, Pedro e Fernando, também Martim desentendeu-se com Afonso II, refugiando-se em outros reinos. 
Quando chegou a Leão, foi-lhe encomendado o governo da Galiza pelo então rei, Afonso IX. Martim desempenhou o cargo de alferes-mor de Leão (1218-27), exerceu várias tenências e governou ainda os castelos de San Martín de Ribadavia (1223), Santa Cruz (1224 e 1228), e Baroncelle e a região de Valadares (1225-26).
Muito provavelmente aproveitando as querelas políticas entre os irmãos e entre uma boa parte da nobreza, Martim reuniu uma hoste de soldados e invadiu o Minho, devastando tudo à sua passagem, incitado provavelmente pelo Arcebispo de Braga, Estêvão Soares da Silva. 
O senhor da Maia, João Pires, então dominante em todo o território litoral a sul do rio Lima, revelar-se-ia um destemido oponente, mas a sua força não foi suficiente para conter a investida de Martim, que desta forma avançou de encontro ao irmão, o rei de Portugal. Este acabaria, eventualmente por derrotar o irmão. Martim Sanches foi um dos que estava presente, juntamente com Fernão Pires Tinhoso no acordo entre Sancho II de Portugal e as tias (1223), depois da morte de Afonso II.

### Regresso a Leão e morte
No verão de 1225, dedicou-se a tarefas militares, durante as quais liderou as tropas leonesas na Batalha de Tejada e em várias tentativas para tomar Sevilha. Terá ainda feito parte do Cerco de Badajoz, vila fronteiriça, em 1226, e simultaneamente na campanha portuguesa em Elvas, onde terá testemunhado o primeiro falhanço militar de Sancho II de Portugal.
Martim desaparece da documentação leonesa depois de 1228, quando desaparece da vida pública, sendo substituído e assistido por Pedro Fernandes de Tiedra, Fernando Sanches e um Dom Morán.
A última notícia deste bastardo é de janeiro de 1226, quando vendeu ao Mosteiro de Santo Tirso os bens que recebera do pai em 1207, documento esse confirmado por sua irmã Urraca. Esta, em 1235, doaria bens, em benefício das suas almas, ao Mosteiro de Fiães.

## Posteridade
O sucesso que Martim teve em Leão contribuiu bastante e terá até facilitado a entrada dos seus meios-irmãos (filhos de sua mãe com Gil Vasques de Soverosa) na corte leonesa, fortalecendo desta forma os laços sociais dos Soverosas com a família real leonesa. Aliás, é uma destas meias-irmãs, Teresa Gil de Soverosa, que se tornará barregã de Afonso IX de Leão.

## Matrimónio e descendência
Martim casou-se com Eylo (ou Eulália) Pires de Castro, filha de Pedro Fernandes de Castro "o Castelhano" e Ximena Gomes de Manzanedo. Separar-se-iam pouco depois, com um filho. Eylo voltaria a casar, em 1205, com Guerau IV de Cabrera, visconde de Cabrera e de Ager e ainda pretendente ao condado de Urgel.